# Paradoxostoma fleetense
Paradoxostoma fleetense is een mosselkreeftjessoort uit de familie van de Paradoxostomatidae. De wetenschappelijke naam van de soort is voor het eerst geldig gepubliceerd in 1985 door Horne & Whittaker.